# Republika Środkowoafrykańska na Letnich Igrzyskach Paraolimpijskich 2012
Republika Środkowoafrykańska na Letnich Igrzyskach Paraolimpijskich 2012 w Londynie reprezentował 1 zawodnik w 1 konkurencji. 
Dla reprezentacji Republiki Środkowoafrykańskiej był to trzeci start w igrzyskach paraolimpijskich (poprzednio w 2004 i 2008). Dotychczas żaden zawodnik nie zdobył paraolimpijskiego medalu.

## Kadra

### Lekkoatletyka
| Zawodnik              | Konkurencja        | Odległość | Pozycja |
| --------------------- | ------------------ | --------- | ------- |
| Clemarot Nikoua-Rosel | pchnięcie kulą F40 | 9.68      | 12      |
| Clemarot Nikoua-Rosel | rzut oszczepem F40 | 40.59     | 6       |